# Comité de bassin d'emploi
Pour les articles homonymes, voir CBE.
Les Comités de bassin d'emploi (CBE) sont des instances françaises de dialogue social élargi. Créés dans les années 1980, sous le nom de « Comités locaux pour l'emploi », ils sont définis par la loi comme "des instances locales d'animation du dialogue social, de concertation et d'action dont l'objectif est de contribuer à l'amélioration de la situation locale de l'emploi et du développement local des territoires".
Généralement constitué sous un statut associatif, à l'initiative des élus et des acteurs sociaux-économiques locaux, sa composition est au moins quadripartite :
- un collège des élus locaux ;
- un collège des représentants des entreprises ;
- un collège des syndicats de salariés ;
- un collège du secteur associatif et de l'économie sociale et solidaire.

Ces quatre collèges sont représentés au sein d'instances statutaires classiques :
- l'assemblée générale ;
- le conseil d'administration ;
- le bureau ;
- la présidence.

Les représentants des services déconcentrés de l'État, en particulier la DDTEFP, l'ANPE et l'AFPA, sont systématiquement associés aux travaux du CBE, mais ne forment pas un collège.
Dès lors qu'il est constitué et répond aux critères réglementaires en vigueur, le CBE peut être agréé et recevoir un financement de l'État pour chacune des années de l'agrément. Il peut par ailleurs bénéficier des cotisations de ses membres mais aussi de subventions (locales, départementales, régionales ou européennes) et de tous moyens que les instances locales décident de lui accorder.
A fin 2005, il existait 60 CBE agréés en France, couvrant 14 % de la superficie du territoire national et 19 % de la population.
Les CBE sont constitués en réseau, animé par le "Comité de liaison des comités de bassin d'emploi" (CLCBE). Le CLCBE est placé auprès du ministre de l'emploi et son Président est nommé par le Premier Ministre. Il rassemble 16 présidents de CBE, désignés par arrêté du ministre de l'emploi, et associe un représentant du Premier Ministre et des représentants des principaux ministères.

## Liste des Comités de Bassin d'Emploi
BRETAGNE
- CBE Pays Bigouden, Cap Sizun et Pays de Douarnenez
- CBE de Rennes (contact@codespar.org)

CENTRE
- CBE du Perche Nogentais

CHAMPAGNE ARDENNES
- CBE du Pays Sedanais
- CBE Epernay et sa Région

FRANCHE COMTE
- CBE du Haut-Jura

ILE DE FRANCE
- CBE du Val de Seine
- CBE du Sud Val-de-Marnais

LANGUEDOC ROUSSILLON
- CBE Pays Pyrénées Méditerranée
- CBE des Cévennes

MIDI PYRENEES
- CBE du Nord Est Toulousain - Tarn(Bessières -31)
- CBE du NORD TOULOUSAIN (Grenade, 31)
- CBE NORD 31 (Aucamville -31)
- CBE Lauragais Revel Sorézois (Revel - 31)

NORD PAS DE CALAIS
- CBE de l'Arrondissement de Béthune
- CBE Lille Métropole

NOUVELLE-AQUITAINE
- CBE du Bressuirais
- CBE du Niortais et Haut Val de Sèvre
- CBE du Seignanx
- CBE du Pays Thouarsais
- CBE Haute Charente
- CBE Marennes Oléron
- CBE Saint-Jean d'Angely
- CBE de l'Ouest Creusois
- CBE Ouest Creusois

PAYS DE LA LOIRE
- CBE du Pays d'Ancenis

PROVENCE ALPES COTE D'AZUR
- CBE Drac Buëch Durance (Fermeture en 2017)
- (CBE Pays Cavare et des Sorgues), depuis 2014, Maison de l'Emploi et de l'Entreprise Sud Vaucluse (M2E)
- CBE Sud Luberon
- CBE du Pays du Ventoux Comtat Venaissin (Fermeture le 30 avril 2018)
- CBE du Pays d'Apt
- CBE Voconce Enclave (Fermeture en 2010)
- CBE Haute Durance
- CBE du Pays d'Aix (Fermeture en 2010)
- Emergence, CBE du Pays S.U.D.

RHONE ALPES
- CBE Drôme Ardèche Centre
- CBE Lyon Sud
- CBE de l'arrondissement d'Albertville